# Valerie (canción)
«Valerie» es una canción de la banda británica de música indie The Zutons.
Fue lanzado como segundo sencillo de su segundo álbum de estudio Tired of Hanging Around, el 19 de junio de 2006. Es considerado uno de sus grandes éxitos hasta la fecha.

## Contenido
Valerie es una canción que tiene su inspiración, como tantas canciones con nombre de mujer: Dave McCabe, cantante de la banda, tuvo un romance con Valerie Star, una muchacha de Tampa. Su video musical fue dirigido por Scott Lyon.
Además, fue usada como cortina musical de la cobertura de un canal de TV británico durante el Mundial de Fútbol de 2006. Ha tenido muchos covers, especialmente de gente joven dedicada a los concursos de talento o series de TV relacionadas con el canto...entiéndase The X Factor, I´d do Anything, Canadian Idol y Glee. Pero la versión más conocida, es la de Mark Ronson, vocalizada por Amy Winehouse.
También Louis Tomlinson de la boyband británica-irlandesa One Direction interpretó la canción en su gira Up All Night Tour

## Listado de canciones
| Vinyl, 7" |                    |          |  |
| N.º       | Título             | Duración |  |
| 1.        | «Valerie»          |          |  |
| 2.        | «Get Up And Dance» |          |  |

| CD Single |              |          |  |
| N.º       | Título       | Duración |  |
| 1.        | «Valerie»    | 03:58    |  |
| 2.        | «April Fool» | 03:36    |  |

| CD, Maxi-Single, Enhanced |                          |          |  |
| N.º                       | Título                   | Duración |  |
| 1.                        | «Valerie»                | 03:58    |  |
| 2.                        | «I Will Be Your Pockets» | 02:48    |  |
| 3.                        | «In the City»            | 04:40    |  |
| 4.                        | «Valerie»                | Video    |  |

## Posicionamiento en listas
| Listas (2006)            | Mejor posición |
| ------------------------ | -------------- |
| European Hot 100 Singles | 33             |
| Irish Singles Chart      | 32             |
| UK Singles Chart         | 9              |

## Versión de Mark Ronson con Amy Winehouse
Mark Ronson, con la colaboración de Amy Winehouse, reversionaron “Valerie”, para el segundo álbum de estudio de Ronson, Version del 2007 y fue elegido como tercer sencillo de este álbum.
Una vuelta de mano ya que, Ronson fue el productor del aclamado segundo disco de Winehouse,  Back to Black. El éxito fue tal que el sencillo, como tal, vendió más de 300 mil copias en el Reino Unido y se mantuvo más de dos meses en el Top 10 de los charts en aquella nación aparte de alcanzar buenos números en países como Suiza, Nueva Zelandia y Alemania.

### Contenido
A diferencia de la interpretación de The Zutons, más cargada a las guitarras y una cuestión más roquera, Mark Ronson supo darle un giro y aprovechó el particular talento vocal de Amy Winehouse exprimiendo al máximo el soul de su voz, combinándolo con el motown y el pop clásico y el ingrediente de los instrumentos de viento que acompañasen en determinados momentos de la canción.

### Video musical
El video musical fue dirigido por Robert Hales, y flilmado en Londres el 28 de agosto de 2007.
Muestra a Ronson y un grupo de músicos de jazz, invitando a una mujer del público a "cantar" la canción (en esta versión, Winehouse no está presente), seguido por (supuestamente) amigos de la mujer. 
Hay una segunda versión, basada en el remix de Baby J y aparecen imágenes de Winehouse interpretando la canción.

### Listado de canciones
| CD, Maxi-Single |                                                   |          |  |
| N.º             | Título                                            | Duración |  |
| 1.              | «Valerie» (Original)                              |          |  |
| 2.              | «Valerie» (Baby J Remix)                          |          |  |
| 3.              | «Valerie» (Count Of Monte Cristal & Sinden Remix) |          |  |
| 4.              | «California (Feat. Alex Greenwald)» (Live)        |          |  |

| CD, Single, Promo |                                                                  |          |  |
| N.º               | Título                                                           | Duración |  |
| 1.                | «Valerie» (Baby J Remix Feat. Rukus, Precha, Alex Blood & Malik) | 03:37    |  |
| 2.                | «Valerie» (Baby J Remix Without MCs)                             | 04:42    |  |
| 3.                | «Valerie» (Count Of Monte Cristal & Sinden Remix)                | 05:30    |  |
| 4.                | «Valerie» (Count Of Monte Cristal & Sinden Dub)                  | 05:30    |  |
| 5.                | «Valerie» (Andy Cato Pack Up & Dance Remix)                      | 07:00    |  |
| 6.                | «Valerie» (Andy Cato Pack Up & Dance Dub)                        | 07:01    |  |
| 7.                | «Valerie» (Sugarush Beat Company Remix)                          | 03:45    |  |
| 8.                | «Valerie» (Sugarush Beat Company Remix)                          | 03:44    |  |
| 9.                | «Valerie»                                                        | 03:38    |  |

### Posicionamiento en listas y certificaciones
| Listas (2007)                          | Mejor posición |
| -------------------------------------- | -------------- |
| European Hot 100 Singles               | 8              |
| R&B/Hip-Hop Digital Songs              | 28             |
| Irish Singles Chart                    | 3              |
| New Zealand RIANZ Singles Chart        | 39             |
| UK Singles Chart                       | 2              |
| UK R&B Singles Chart                   | 1              |
| Lista (2008)                           | Mejor posición |
| Australian ARIA Singles Chart          | 75             |
| Ö3 Austria Top 40                      | 5              |
| Belgian Ultratop 50 Singles (Flanders) | 18             |
| German Singles Chart                   | 14             |
| Dutch Top 40                           | 1              |
| German Singles Chart                   | 3              |
| Hungarian Mahasz Dance Chart           | 38             |
| Slovak IFPI Airplay Chart              | 27             |
| Swiss Singles Chart                    | 4              |
| Listas (2011)                          | Mejor posición |
| Australian ARIA Singles Chart          | 34             |
| UK Singles Chart                       | 45             |

| País        | Lista (2000–2009) | Posición |
| ----------- | ----------------- | -------- |
| Reino Unido | UK Singles Chart  | 74       |

| País     | Organismo certificador | Certificación | Ventas  |
| -------- | ---------------------- | ------------- | ------- |
| Alemania | BVMI                   | Disco de Oro  | 150 000 |